# 硝化螺旋菌科
硝化螺旋菌科（学名：Nitrospiraceae）為硝化螺旋菌目的一科细菌。

## 下级分类
本科包括以下属：
- 钩端螺菌属 Leptospirillum (ex Markosyan 1972) Hippe 2000
- 硝化螺旋菌属 Nitrospira Watson et al. 1986